# Índice de prestación del proceso
En el ámbito de la mejora de procesos el índice de prestación del proceso o índice de desempeño del proceso es un valor estimado de la capacidad del proceso de un proceso durante su fase inicial, antes de que sea sometido a un control estadístico.
Si los límites superior e inferior de la especificación del proceso son TI, tolerancia inferior (en inglés LSL, Lower Specification Level) y TS, tolerancia superior (en inglés USL, Upper Specification Level), la media estimada del proceso es {\displaystyle {\hat {\mu }}}, y la variabilidad estimada del proceso es {\displaystyle {\hat {\sigma }}}, el índice de prestación del proceso se define como:
{\displaystyle {\hat {P}}_{pk}=\min {\Bigg [}{TS-{\hat {\mu }} \over 3\times {\hat {\sigma }}},{{\hat {\mu }}-TI \over 3\times {\hat {\sigma }}}{\Bigg ]}}
{\displaystyle {\hat {\sigma }}} se estima usando la desviación estándar de muestreo. Ppk puede ser negativo si el promedio está fuera de los límites de la especificación (ya que el proceso está creando en gran parte resultados defectuosos).
Algunas especificaciones puede que solo cuente con un límite (por ejemplo, la fuerza). En los casos en los que este único límite es el inferior, {\displaystyle {\hat {P}}_{p,inferior}={{\hat {\mu }}-TI \over 3\times {\hat {\sigma }}}}; para aquellos que solo tienen un límite superior, {\displaystyle {\hat {P}}_{p,superior}={TS-{\hat {\mu }} \over 3\times {\hat {\sigma }}}}.

También puede verse {\displaystyle {\hat {P}}_{p}={\frac {TS-TI}{6\times {\hat {\sigma }}}}}, una métrica que no refleja la prestación del proceso que no está centrada entre los límites de especificación, y por ello se interpreta como lo que el proceso podría ofrecer si estuviera centrado y estabilizado.

## Interpretación
Valores elevados de Ppk pueden interpretarse para indicar que un proceso es más capaz de producir resultados dentro de los límites especificados, si bien esta interpretación no es aceptada por muchos.
Realmente, desde un punto de vista estadístico, Ppk no es significativo si el proceso en estudio no está bajo control, porque si no puede estimarse el proceso bajo una distribución de probabilidad, menos aun parámetros como {\displaystyle {\hat {\mu }}} y {\displaystyle {\hat {\sigma }}}. Además, es poco aconsejable usar esta medida basada en la prestación del proceso en el pasado para predecir la prestación futura.
Desde el punto de vista de la gestión, cuando una organización está bajo presión para establecer un nuevo proceso de forma rápida y económica, Ppk es una medida conveniente para comprobar la progresión alcanzada en un intervalo determinado de tiempo (si Ppk crece, se interpreta como que la capacidad del proceso está mejorando). El riesgo es que Ppk se tome para determinar si un proceso está preparado para producción antes de que todos los problemas se hayan eliminado.
Una vez que el proceso está sometido a control estadístico, entonces la capacidad del proceso se determina usando el índice de capacidad del proceso, el cual se calcula con las mismas fórmulas que las usadas para Ppk (e igualmente Pp). Los índices se nombran de forma diferente para enfatizar el hecho de que el proceso se encuentre bajo control estadístico o no.

## Ejemplo
Considere una característica de calidad con un objetivo de 100.00 μm y límites de especificación superior e inferior de 106.00 μm y 94 μm respectivamente. Si después de supervisar el proceso cuidadosamente por un rato, parece que el proceso está fuera de control y produce salidas impredecibles (como se muestra en el gráfico de ejecución de abajo), uno no puede estimar significativamente su media y desviación estándar. En el ejemplo de abajo, la media del proceso parece tender hacia arriba, estabilizarse por un rato y después irse para abajo.
Si {\displaystyle {\hat {\mu }}} y {\displaystyle {\hat {\sigma }}} se estiman en 99.61 μm y 1.84 μm, respectivamente, entonces
| Índice |
| --- |
| {\displaystyle {\hat {P}}_{p}={\frac {TS-TI}{6{\hat {\sigma }}}}={\frac {106.00-94.00}{6\times 1.84}}=1.09} |
| {\displaystyle {\hat {P}}_{pk}=\min {\Bigg [}{TS-{\hat {\mu }} \over 3{\hat {\sigma }}},{{\hat {\mu }}-TI \over 3{\hat {\sigma }}}{\Bigg ]}=\min {\Bigg [}{106.00-99.61 \over 3\times 1.84},{99.61-94 \over 3\times 1.84}{\Bigg ]}=1.02} |

Se observa que la media del proceso parece ser inestable en los valores relativamente bajos para Pp y Ppk. El proceso está produciendo un número de defectos significativo y, hasta que la causa de la media de proceso inestable sea identificada y eliminada, no se puede cuantificar significativamente cómo se desempeñará el proceso.